# Pete Patterson
James Peter „Pete” Patterson (ur. 4 stycznia 1957 w Sun Valley) – amerykański narciarz alpejski, brązowy medalista mistrzostw świata.

## Kariera
W zawodach Pucharu Świata zadebiutował 17 grudnia 1975 roku w Val d’Isère, zajmując 32. miejsce w zjeździe. Pierwsze punkty w zawodach w zawodach Pucharu Świata zdobył 25 stycznia 1976 roku w Kitzbühel, zajmując piąte miejsce w kombinacji. Nigdy nie stanął na podium zawodów pucharowych, choć jeszcze trzykrotnie plasował się w czołowej dziesiątce. Najlepsze wyniki osiągnął w sezonie 1978/1979, kiedy zajął 42. miejsce w klasyfikacji generalnej.
Jego największym sukcesem jest brązowy medal w kombinacji alpejskiej wywalczony podczas mistrzostw świata w Garmisch-Partenkirchen w 1978 roku. W zawodach tych wyprzedzili go jedynie Andreas Wenzel z Liechtensteinu i Sepp Ferstl z RFN. Był to jego jedyny medal wywalczony na międzynarodowej imprezie tej rangi. Na tej samej imprezie był też między innymi ósmy w gigancie. W 1976 roku wystąpił na igrzyskach olimpijskich w Innsbrucku, zajmując trzynaste miejsce w zjeździe. Brał też udział w igrzyskach w Lake Placid cztery lata później, gdzie jego najlepszym wynikiem była piąta pozycja w zjeździe.

## Osiągnięcia

### Igrzyska olimpijskie
| Miejsce | Dzień     | Rok  | Miejscowość | Konkurencja | Czas biegu | Strata | Zwycięzca        |
| ------- | --------- | ---- | ----------- | ----------- | ---------- | ------ | ---------------- |
| 13.     | 5 lutego  | 1976 | Innsbruck   | Zjazd       | 1:45,73    | +2,21  | Franz Klammer    |
| 5.      | 14 lutego | 1980 | Lake Placid | Zjazd       | 1:45,50    | +1,54  | Leonhard Stock   |
| DNF1    | 19 lutego | 1980 | Lake Placid | Gigant      | 2:40,74    | –      | Ingemar Stenmark |
| DNF1    | 22 lutego | 1980 | Lake Placid | Slalom      | 1:44,26    | –      | Ingemar Stenmark |

### Mistrzostwa świata
| Miejsce | Dzień       | Rok  | Miejscowość            | Konkurencja | Czas biegu  | Strata     | Zwycięzca        |
| ------- | ----------- | ---- | ---------------------- | ----------- | ----------- | ---------- | ---------------- |
| 13.     | 5 lutego    | 1976 | Innsbruck              | Zjazd       | 1:45,73     | +2,21      | Franz Klammer    |
| 25.     | 29 stycznia | 1978 | Garmisch-Partenkirchen | Zjazd       | 2:04,12     | +4,22      | Josef Walcher    |
| 8.      | 2 lutego    | 1978 | Garmisch-Partenkirchen | Gigant      | 3:02,52     | +4,30      | Ingemar Stenmark |
| 23.     | 5 lutego    | 1978 | Garmisch-Partenkirchen | Slalom      | 1:39,54     | +10,05     | Ingemar Stenmark |
| 3.      | 5 lutego    | 1978 | Garmisch-Partenkirchen | Kombinacja  | 2732,34 pkt | +19,94 pkt | Andreas Wenzel   |
| 5.      | 14 lutego   | 1980 | Lake Placid            | Zjazd       | 1:45,50     | +1,54      | Leonhard Stock   |
| DNF1    | 19 lutego   | 1980 | Lake Placid            | Gigant      | 2:40,74     | –          | Ingemar Stenmark |
| DNF1    | 22 lutego   | 1980 | Lake Placid            | Slalom      | 1:44,26     | –          | Ingemar Stenmark |

### Puchar Świata

#### Miejsca w klasyfikacji generalnej
- sezon 1975/1976: 44.
- sezon 1978/1979: 42.
- sezon 1979/1980: 53.
- sezon 1980/1981: 53.

#### Miejsca na podium w zawodach
Patterson nigdy nie stanął na podium zawodów PŚ.